# رود آپوره
 رود آپوره رودی است که از ونزوئلا سرچشمه می‌گیرد که. این رود از کشور ونزوئلا می‌گذرد.